# Andrejs Vlascenko
Andrejs Vlascenko (russisch Андрей Влащенко, dt. Transliteration Andrei Wlaschtschenko; * 15. Juni 1974 in Weimar) ist ein deutscher Eiskunstläufer, Trainer und Schauspieler russisch-lettischer Herkunft. Er war mehrfacher lettischer und deutscher Meister im Einzellauf.

## Biografie
Andrejs Vlascenkos Eltern arbeiteten in Weimar (damals DDR) bei der Gruppe der Sowjetischen Streitkräfte in Deutschland. Als Vlascenko zwei Jahre alt war, wurde sein russischer Vater, ein Armeeoffizier, zurück in die Sowjetunion nach Lettland versetzt. Vlascenko wuchs in Riga auf, wo er 1980 als Sechsjähriger mit dem Eiskunstlaufen begann. Nach dem Zerfall der Sowjetunion trennten sich Vlascenkos Eltern; er blieb bei seiner Mutter und nahm die lettische Staatsbürgerschaft an. Als Schüler von Anželika Šurupova wurde er 1992 und 1994 lettischer Meister, startete 1993 bei Juniorenweltmeisterschaften für Lettland und erreichte den 8. Rang.
Nach der WM 1994 siedelte Andrejs Vlascenko mit seiner Trainerin Anželika Šurupova in sein Geburtsland Deutschland über und fand beim TuS Stuttgart Eissport eine neue sportliche Heimat. Betreut von seiner Trainerin und langjährigen Lebensgefährtin Anželika Šurupova, wurde er 1995 auf Anhieb nationaler Titelträger. Ein Jahr später erhielt er die Startberechtigung für das deutsche Team. Bei der WM 1996 in Kanada stand Vlascenko als zweiter deutscher Läufer nach Norbert Schramm einen dreifachen Axel in einem internationalen Wettbewerb.
Im Herbst 1997, zu Beginn seiner international erfolgreichsten Saison, wurde Vlascenkos Einbürgerung nach Deutschland abgelehnt, weil er kurz zuvor beim Autofahren auffällig geworden war. Er fuhr einmal ohne Führerschein und einmal unter dem Einfluss von Alkohol. Die fehlende deutsche Staatsbürgerschaft verhinderte einen Olympiastart für Deutschland.
Vlascenko trainierte mit Surupowa ab 1999 in Füssen, wechselte aber schon im folgenden Jahr nach München zu Steffi Ruttkies. Zuletzt (seit 2002) wurde der für den Münchener EV aktive Sportler von Alexander Wedenin betreut. 2004 beendete er seine Amateurkarriere als Eiskunstläufer.
Andrejs Vlascenko lebte und arbeitete danach zunächst in Dortmund und Herford als Trainer, seit März 2007 ist er in dieser Funktion in München tätig. Er ist verheiratet und hat seit September 2005 einen Sohn.

## Erfolge/Ergebnisse

### Olympische Spiele
- 1994 – 21. Rang – Lillehammer (für Lettland)
- 1998 – nicht teilgenommen wegen fehlender Startberechtigung
- 2002 – nicht teilgenommen wegen fehlender Startberechtigung

### Weltmeisterschaften
- 1994 – 11. Rang – Chiba (für Lettland)
- 1995 – wegen Länderwechsels keine Startberechtigung
- 1996 – 8. Rang – Edmonton
- 1997 – 6. Rang – Lausanne
- 1998 – 5. Rang – Minneapolis
- 1999 – 9. Rang – Helsinki
- 2000 – 16. Rang – Nizza
- 2001 – nicht teilgenommen
- 2002 – 10. Rang – Nagano
- 2003 – 17. Rang – Washington
- 2004 – nicht teilgenommen

### Juniorenweltmeisterschaften
- 1993 – 8. Rang – Seoul (für Lettland)

### Europameisterschaften
- 1994 – 9. Rang – Kopenhagen (für Lettland)
- 1995 – wegen Länderwechsels keine Startberechtigung
- 1996 – zurückgezogen – Sofia
- 1997 – 6. Rang – Paris
- 1998 – 4. Rang – Mailand
- 1999 – 4. Rang – Prag
- 2000 – 7. Rang – Wien
- 2001 – 6. Rang – Bratislava
- 2002 – 8. Rang – Lausanne
- 2003 – nicht teilgenommen
- 2004 – 7. Rang – Budapest

### Lettische Meisterschaften
- 1992 – 1. Rang
- 1994 – 1. Rang

### Deutsche Meisterschaften
- 1995 – 1. Rang
- 1996 – 1. Rang
- 1997 – 1. Rang
- 1998 – 2. Rang
- 1999 – 1. Rang
- 2000 – nicht teilgenommen
- 2001 – 2. Rang
- 2002 – 2. Rang
- 2003 – 3. Rang
- 2004 – 2. Rang

## Filmografie
- 2001: Riekes Liebe[1]